# Robert Craufurd
Robert Craufurd (Newark, condado de Ayrshire, Escocia, 5 de mayo de 1764 - Ciudad Rodrigo, 24 de enero de 1812) fue un oficial escocés del ejército británico y miembro del Parlamento. Participó en las invasiones inglesas al Río de la Plata y en la Guerra de la Independencia española.

## Primeros años
Robert Craufurd nació el 5 de mayo de 1764 en el castillo de Newark, una propiedad de la familia adquirida por sus bisabuelos James Craufurd y Anna Kennedy en 1687 y que se encuentra cerca de la ciudad de Ayr, capital del condado de Ayrshire. Fue el tercero de los cuatro hijos que tuvieron Jane Crockatt de Luxborough y su esposo Alexander Craufurd de Newark, que a partir del 8 de junio de 1781 se convertiría en el primer Barón Craufurd de Kilbirney. Tras vender la posesión de Newark los Craufurd se trasladaron a Inglaterra.
Fueron sus hermanos James, Charles y Daniel. El primero heredó el título de Barón y sirvió en la carrera diplomática desempeñando el cargo de Residente Británico —agente diplomático cuya categoría es inmediatamente inferior a la de ministro plenipotenciario— en Hamburgo desde 1798 a 1803 y posteriormente como ministro plenipotenciario en Copenhague (Dinamarca). Charles dedicó su vida, como lo hicieron también sus hermanos menores, a la carrera militar, alcanzando el rango de teniente general. El más pequeño de los hermanos, Daniel, desapareció en el mar, presumiblemente en un naufragio ocurrido hacia 1810.
A los quince años de edad, Robert ingresó en el 25.º Regimiento de Infantería como portaestandarte, alcanzando el grado de teniente en 1781. Dos años más tarde sería ascendido a capitán obteniendo el mando de una compañía en el 75.º Regimiento de Infantería. Aprovechando un cierto periodo de paz en esa época a consecuencia de la cual se encontraba en estado de «media paga» cursó estudios en la Universidad de Gotinga (Alemania) junto con su hermano Charles. El propio rey de Prusia Federico el Grande, permitió a los dos hermanos Craufurd asistir a diversas maniobras llevadas a cabo por su ejército. Visitaron también los principales teatros de operaciones bélicas del continente europeo, profundizando simultáneamente en el conocimiento de la lengua alemana y en los temas militares. Tradujeron entre los dos uno de los más famosos tratados alemanes del arte de la guerra, el escrito por Johann Gottlieb Tielke sobre la guerra de los Siete Años (1756-1763) entre Prusia, Austria y Rusia.

## Tercera Guerra Anglo-Mysore
A su regreso del continente europeo, se embarcó hacia la India como componente del 75.º Regimiento de Infantería participando en la campaña de lord Cornwallis contra el sultán Fateh Ali Tipu (1750-1799), llamado comúnmente «el tigre de Mysore». Las acciones bélicas se enmarcan en lo que se conoce como Tercera Guerra Anglo-Mysore que se desató entre dicho reino del sur de la India, y la Compañía Británica de las Indias Orientales. La contienda se desarrolló entre los años 1789 y 1792, participando activamente Robert Craufurd en los tres últimos y distinguiéndose por sus acciones, llegando a tomar el mando del regimiento durante algún tiempo como capitán más veterano del mismo. La guerra terminó con el tratado de Seringapatan por el que el sultán cedió la mitad de sus tierras a los británicos.

## En el Cuartel General austriaco
Robert Craufurd volvió a Inglaterra en 1794. Acto seguido fue destinado como ayudante de su hermano Charles, entonces ya coronel, que se encontraba como enlace británico en el Cuartel General del ejército de Austria. En esa época, Europa estaba inmersa en las denominadas Guerras Revolucionarias Francesas o guerras de coalición que se sucedieron tras el inicio de hostilidades entre el gobierno revolucionario francés y Austria en 1792 y que continuaron casi ininterrumpidamente hasta la firma del Tratado de Amiens en 1802. Estuvieron presentes, por tanto en diversas acciones militares como las acciones del río Lahn, el combate de Neumarkt y la batalla de Amberg. En esta última, ocurrida el 26 de agosto de 1796, y en la que las tropas del archiduque Carlos de Austria derrotaron a las francesas al mando de Jean Baptiste Jourdan, resultó herido de consideración Charles Craufurd. Esta herida le haría abandonar definitivamente el servicio activo, cortando así una carrera prometedora. Como consecuencia de este hecho, Robert Craufurd  fue encargado de continuar la labor encomendada inicialmente a su hermano en el Cuartel General del ejército austriaco. Al regresar a Inglaterra, fue ascendido a teniente coronel en diciembre de 1797.

## Irlanda, 1798
En 1798, con ocasión de la rebelión de los Irlandeses Unidos, fue nombrado adjunto a la Intendencia General en Irlanda. Sus servicios durante la represión de esta insurrección fueron ampliamente reconocidos por el que fuera su anterior jefe lord Cornwallis y también por el general Lake, especialmente por los prestados en las operaciones contra el general francés Humbert que había desembarcado en Irlanda con un cuerpo expedicionario de unos 1000 hombres y que, tras el éxito inicial de Castlebar, fue ampliamente derrotado en la batalla de Ballinamuck.

## Con Suvorov y el duque de York, 1799
En 1799 actuó como agregado militar británico en el Cuartel General de las tropas rusas al mando de Suvórov en el trascurso de la Segunda Guerra de Coalición (Guerras Revolucionarias Francesas) durante la campaña que los ejércitos aliados desarrollaron en territorio helvético. Posteriormente, durante el mismo año sirvió en el Estado Mayor de la Expedición anglo-rusa a Holanda, denominada también Expedición Helder, bajo el mando del Duque de York. Esta desafortunada invasión se desarrolló entre el 27 de agosto y el 19 de noviembre de 1799. Las fuerzas anglorrusas desembarcaron en el norte de Holanda (entonces, república de Batavia y aliada de Francia) enfrentándose a las tropas francesas con resultados equilibrados, hasta que tras la batalla de Castricum el duque de York decidió realizar una retirada estratégica hacia la cabeza de puente original y que permitió a las tropas expedicionarias, tras llegar a un acuerdo de no agresión con el mando del ejército francés, embarcar y regresar a Inglaterra. La actuación de Robert Craufurd en esta campaña mereció también la total aprobación de su comandante, aumentando de esta forma su ya gran reputación.

## Matrimonio e hijos
El 7 de febrero del año 1800 Robert Craufurd se casó con Mary Frances Holland, hija del arquitecto Henry Holland de Hans Place, Chelsea (Londres). Se da la curiosa circunstancia de que el mismo día contrajo también matrimonio su hermano Charles Craufurd con Lady Anna Maria Stanhope, hija del conde de Harrington y viuda de Thomas Pelham-Clinton, duque de Newcastle.
Del matrimonio de Robert y Mary Frances nacieron una hija, Louise Marie Frances, y tres hijos, Charles Henry, Robert y Alexander Quentin. Uno de los ocho hijos del reverendo Charles Henry, el también reverendo Alexander Henry Craufurd publicó la biografía de su abuelo bajo el título de «Robert Craufurd and his Light Division» (Robert Craufurd y su División Ligera). En este libro se nos cuenta como el mayor general Robert Craufurd padecía con relativa frecuencia ataques de depresión y tristeza mental, acompañados a veces de un carácter muy violento, heredado, parece ser, de su padre Alexander. Dichas circunstancias, hicieron que fuese a veces un hombre bastante impopular (según cuenta George Napier, que estuvo a sus órdenes), pero que tuvo como resultado inmediato un fortalecimiento de la disciplina y del sentido del deber en las tropas a su mando, que nunca ha sido igualado por ninguna otra División del ejército británico.

## Diputado
En 1801, siendo teniente coronel del 60.º Regimiento de Infantería, pasó al estado de «media paga» y se dispuso a entrar en política como miembro del Parlamento por East Retford, municipio del condado de Nottinghamshire. Consiguió el puesto en una reñida elección no exenta de polémica. El escrutinio de la votación fue el siguiente: R. Craufurd, 85 votos; J. Jaffray, 77; W. Bowles, 67 y H. Bouham, 58. Así pues, fueron declarados electos los dos primeros. Hubo una protesta de los dos candidatos perdedores ante la Cámara de los Comunes, que tras formarse la correspondiente comisión de investigación, no prosperó. Quizás influyó en todo el asunto el hecho de que su hermano Charles estaba casado con la viuda del duque de Newcastle, que era el propietario de dicho municipio.
Poco después de reunirse el Parlamento, tomó parte activa en los debates de la Cámara, actuando en conjunción con su amigo, el liberal William Windham, muy especialmente cuando los debates tocaban asuntos militares. Fue un crítico constante de la política del entonces primer ministro William Pitt (el Joven). Así, en diciembre de 1803 se opuso tenazmente a la prórroga del decreto que establecía la ley marcial en Irlanda, alegando que la rebelión ya había sido sofocada y que el pueblo irlandés esperaba actos de clemencia y no la renovación de medidas coercitivas, que solo conseguirían mantener vivos los sentimientos de animosidad hacia los ingleses.

## La segunda invasión inglesa al Río de la Plata
Al saberse de la toma de Buenos Aires por el general Beresford, fue puesto al mando de una expedición que debía conquistar Chile. El objetivo era ocupar Valparaíso y luego, en combinación con Beresford, atacar Perú. De ese modo pensaban los ingleses reemplazar a España como potencia colonial en Sudamérica. Teóricamente debía también apoyar la expedición de Francisco de Miranda a Venezuela, pero para entonces esta ya había fracasado.
También había sido vencido Beresford en Buenos Aires, pero eso aún no se sabía en Londres, cuando en noviembre de 1806 se embarcó Craufurd con 4700 hombres rumbo al estrecho de Magallanes. Llegó en marzo siguiente a Ciudad del Cabo, donde se encontró con la noticia de la caída de Buenos Aires en poder de los porteños.
Por lo tanto, Craufurd se trasladó a Montevideo, que ya había sido tomada por el general Samuel Auchmuty. Allí se les unió poco después el general John Whitelocke.
Craufurd acompañó a Whitelocke en el traslado hacia Ensenada, donde desembarcaron sus tropas. Se dirigieron sobre Buenos Aires esquivando al nuevo virrey Santiago de Liniers, que imprudentemente los esperaba de espaldas al Riachuelo. Liniers retrocedió rápidamente hacia los Corrales de Miserere (exactamente donde hoy se encuentra la estación Once), donde se encontraba el matadero de reses de la ciudad. Allí, en el llamado combate de Miserere, los veteranos de Craufurd no tuvieron problemas en derrotarlo en pocos minutos; la fuerza de Liniers se disolvió y el virrey huyó.
Mientras Liniers preparaba su rendición y Craufurd avanzaba hacia el indefenso centro de la ciudad, Whitelocke inesperadamente le ordenó regresar hacia su campamento. Durante los tres días siguientes, Whitelocke esperó la llegada de refuerzos y exigió la rendición a la ciudad.
Pocas horas antes de la llegada de los esperados refuerzos, Whitelocke ordenó el ataque en forma insólitamente inadecuada: las tropas irían divididas en doce columnas, una por cada calle por la que debían avanzar, y no debían disparar sus armas hasta llegar a la plaza de la Victoria.
Mientras tanto, los porteños se habían reorganizado y habían construido trincheras de todo tipo en todas las calles. Cuando se produjo el ataque, Craufurd logró llegar hasta la iglesia de Santo Domingo, pero la encarnizada resistencia de los españoles lo obligó a refugiarse dentro de la misma. Al saber que las demás columnas habían corrido aún peor suerte, intentó abandonar la ciudad. Pero tras una batalla feroz, tuvo que rendirse y fue tomado prisionero. Bajo sus órdenes había luchado el coronel Denis Pack, destacado oficial de la Primera Invasión, a quien el pueblo buscaba para matarlo por perjuro; pero Craufurd lo dejó bajo la protección de los frailes.
Después de ser puesto en libertad regresó a Gran Bretaña, donde se le atribuye haber escrito una valiosa crónica sobre la invasión. Fue casi el único oficial británico que vio su carrera favorecida por su destacada actuación en la Segunda Invasión a Buenos Aires.

## Guerra de la Independencia Española y muerte

### La retirada de Moore
El 9 de octubre de 1808, embarca Craufurd en el puerto de Falmouth con destino a España. Forma parte de la expedición que Inglaterra envía a la península ibérica para reforzar las fuerzas de sir John Moore, entonces en Portugal. Las tropas al mando de sir David Baird están formadas por unos once mil hombres. Navegan en unos 150 barcos de transporte escoltados por las fragatas Louis, Amelie y Champion. La expedición llega al puerto de La Coruña el 13 de octubre de 1808, pero debido a diferentes problemas con las autoridades españolas no reciben permiso para desembarcar hasta el día 24 de dicho mes. Pocos días después Craufurd salió con sus hombres hacia Lugo. Mientras tanto, el ejército de Moore estacionado en los alrededores de Lisboa se pone en marcha a fin de trasladarse a tierras españolas, estableciendo su cuartel general en Salamanca.
A finales de noviembre Baird se encuentra ya en Astorga. Las noticias que va recibiendo Moore acerca de las derrotas de los ejércitos españoles le hacen tomar la decisión de replegarse y así se lo hace saber a Baird, que retrocede a Villafranca del Bierzo. No obstante, dos días después Moore tiene conocimiento de que los franceses desconocen totalmente la situación del ejército inglés, vislumbrando entonces la posibilidad de atacar al Cuerpo de Ejército del mariscal Soult que se encuentra en el norte de la provincia de Palencia y bastante aislado del resto de tropas francesas. En consecuencia le comunica a Baird que dé media vuelta y avance con sus tropas hasta confluir con él. La reunión ocurre en Mayorga (Valladolid) al atardecer del día 19 de diciembre. Moore reorganiza las Divisiones a su mando, organizando además dos brigadas independientes, una al mando de Craufurd y otra dirigida por Alten, que se encargarán de la vigilancia de los flancos y retaguardia. Acto seguido inicia el avance contra Soult. El 21 de diciembre los ingleses desalojan a las vanguardias francesas de Sahagún y se disponen a avanzar contra el 2.º Cuerpo de ejército. De nuevo le llegan noticias a Moore. En este caso preocupantes. Napoleón, que se encontraba en Madrid, ha sabido que los ingleses no estaban retirándose hacia Lisboa como el suponía sino que se encontraban en Castilla y avanzando contra Soult. Y decide atacarlos. Sale de Madrid a marchas forzadas y con un tiempo infernal. Las nuevas circunstancias aconsejan a Moore una retirada general. Elige hacerlo hacia Galicia. Da comienzo, por tanto, una carrera contra el reloj. Los ingleses para escapar. Los franceses para evitarlo.

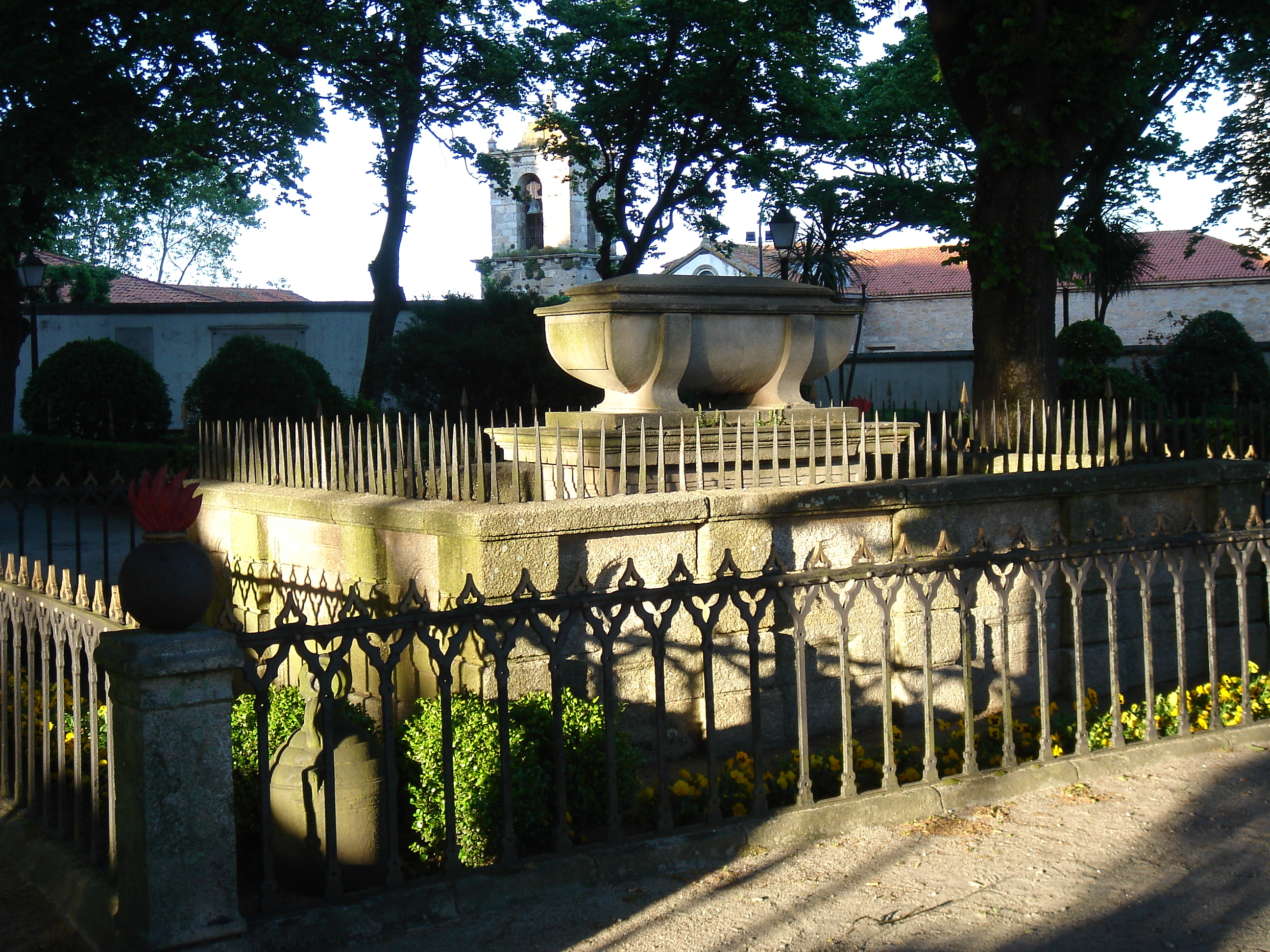
Tumba de Moore en el Jardín de San Carlos en La Coruña.

El 24 de diciembre parte del ejército inglés comienza el repliegue hacia Mayorga y Benavente. Otra parte lo hace hacia Valencia de Don Juan. La División de reserva, la brigada de Craufurd y la caballería de lord Paget cubren la retirada. Son, por tanto, las fuerzas encargadas de vigilar la retaguardia y detener a las avanzadillas francesas. El 26 de diciembre Craufurd llega a Castrogonzalo. Su misión es defender el puente sobre el Esla y cuando hayan pasado las últimas unidades inglesas, destruirlo. Ese mismo día, las vanguardias francesas del mariscal Ney llegan a Mayorga, es decir, a 36 km al NE de Craufurd. El 27 cruzan el puente los últimos rezagados y la caballería. Craufurd dispone que la mitad de sus hombres se sitúen en la orilla izquierda para hostigar a las avanzadas de caballería francesa, mientras la otra mitad inicia las tareas de minado y demolición del puente bajo unas condiciones meteorológicas muy adversas (lluvia y nieve). Al anochecer del día 28 de diciembre el puente queda inutilizado al destruirse dos de sus arcos. La destrucción de este puente fue providencial para el ejército inglés, que dispuso de unos días extras para alejarse de la persecución de Napoleón, que llegó a Castrogonzalo un día después.
El día 31 de diciembre confluyen en Astorga las dos columnas inglesas en retirada y también las tropas españolas al mando del Marqués de la Romana. Moore decide seguir replegándose.  La lluvia, el frío, las montañas nevadas, los caminos impracticables,... van a hacer que la travesía sea un verdadero calvario. El grueso de las tropas se retira hacia La Coruña atravesando el puerto de Manzanal y siguiendo la ruta de Cacabelos, Villafranca, Lugo, Betanzos. Las brigadas de Craufurd y Alten lo hacen por el puerto de Foncebadón hacia Orense y Vigo. Detrás de estos y también en dirección Orense lo hace el ejército español. El 7 de enero Craufurd alcanza Orense. Cinco días después, el 12 de enero, llega a la ciudad de Vigo donde les espera parte de la flota inglesa en la que embarca camino de Inglaterra.
Moore no tiene tanta suerte. Llega un día antes, el 11 de enero de 1809, a La Coruña, pero los barcos no están allí. Un fuerte viento está dificultando su llegada desde el puerto de Vigo. Soult le va pisando los talones y se presenta ante la ciudad el día 12, así que Moore se ve obligado a fortificarse para defenderse de los franceses. Los barcos llegan el día 14, comenzando el embarque de la artillería así como los soldados enfermos y heridos. Dos días después, el 16 de enero de 1809, Soult ataca. Es la batalla de Elviña. Los ingleses se defienden bien y rechazan a los franceses, pero en el transcurso de la lucha, Moore cae herido por una bala de cañón, falleciendo pocas horas después. Los ingleses logran embarcar y salvar así la mayor parte de su ejército. No obstante perdieron en la campaña cerca de seis mil hombres.

### La gran marcha
Tras su regreso a Inglaterra, no permaneció Craufurd inactivo durante mucho tiempo. La brigada bajo su mando fue embarcada en Dover el 25 de mayo de 1809 con destino a Portugal. Tras varios retrasos y paradas intermedias a consecuencia del mal tiempo la expedición llegó al puerto de Lisboa el 28 de junio de 1809. Su brigada formará parte del ejército inglés al mando de sir Arthur Wellesley, duque de Wellington que se encamina hacia España dispuesto a enfrentarse a las tropas francesas en el valle del río Tajo. Tras prepararse para la marcha, inició esta el 2 de julio. La ruta que siguió la brigada fue Santarem, Abrantes, Castello Branco. El 20 de julio alcanza territorio español llegando a la localidad de Zarza la Mayor en la provincia de Cáceres. El 22 de julio llega a Coria. Los días siguientes continúa su camino a fin de integrarse en el ejército del Duque de Wellington, que está a punto de enfrentarse a las fuerzas francesas en Talavera de la Reina. Hasta aquí fue una marcha digamos normal, en cuanto a velocidad se refiere. Había recorrido unos 400 kilómetros en 24 días. Eso sí, en pleno verano y por tanto en unas condiciones de calor muy intenso. El día 28, justo cuando comenzó la batalla, la Brigada Ligera debía encontrarse cerca del río Tiétar, al norte del actual Parque de Monfragüe, y por tanto a unos cien kilómetros de distancia. El lejano sonido de los cañones y las informaciones suministradas por viajeros que iban en sentido contrario le hicieron comprender a Craufurd que se estaba librando una gran batalla. En consecuencia, ordenó a sus hombres una marcha rápida, que ha pasado a los anales de la historia ya que recorrieron 62 millas (casi cien kilómetros) en apenas 26 horas, con unas condiciones durísimas, en pleno verano, con un calor asfixiante y llevando cada soldado sobre sus hombros una carga de más de 20 kilos. A pesar de la extenuante marcha, Craufurd llegó cuando ya la lucha había terminado. El campo de batalla estaba sembrado de cadáveres y soldados heridos. Muchos de estos murieron además quemados al incendiarse la hierba seca.
Nada más llegar a Talavera la mayor parte de la brigada de Craufurd es encargada de la vigilancia y protección de los puestos avanzados, algo para lo que está muy bien preparada, como lo reconocerá posteriormente el propio Wellington. Otra parte de la brigada se dedica a tareas de cremación de cadáveres.
Tras la batalla, y ante la inminente llegada de otro cuerpo de ejército francés al mando de Soult, Wellington se retira hacia el Sur. La brigada de Craufurd es la encargada de cubrir la retaguardia. Mientras el grueso del ejército se encamina hacia Badajoz por Deleitosa, Craufurd se dirige a Almaraz a fin de proteger el puente sobre el río Tajo y preparar la defensa del puerto de Mirabete.
En septiembre de 1809 la brigada está estacionada en Campo Maior (Portugal) a unos 16 kilómetros al noroeste del Cuartel General del ejército inglés, situado en Badajoz (España) donde permanecerá hasta primeros de diciembre.

### Entre los ríos Coa y Águeda
El 4 de enero de 1810, la Brigada Ligera llega a Pinhel (Portugal) cerca de la orilla izquierda del río Coa. Una vez más, Craufurd será el encargado en los próximos meses de establecer una serie de puestos avanzados entre los ríos Coa y Águeda, desde los que observar y controlar los movimientos del VI Cuerpo de Ejército francés al mando del mariscal Ney en los preparativos y posterior asedio a Ciudad Rodrigo (España). Mientras tanto Wellington fija su cuartel general en Viseu (Portugal).
El 22 de febrero, Wellington transforma la brigada de Craufurd en división, añadiéndole a las fuerzas que ya disponía dos Batallones de Cazadores portugueses y un regimiento de caballería (Húsares alemanes). A partir de ese instante lo que constituía la denominada Brigada Ligera pasa a ser conocido como División Ligera. A medida que los franceses van avanzando en sus preparativos para sitiar Ciudad Rodrigo, el grueso de las fuerzas de Craufurd pasa a la derecha del Coa y se sitúa entre este río y el Águeda, cubriendo una línea de unos cincuenta kilómetros en territorio portugués que va desde Alfayates hasta Castello Rodrigo pasando por la fortificada ciudad de Almeida. Su misión era controlar tanto como fuera posible la orilla izquierda del Águeda, sobre todos los puentes y vados, así como apoyar y animar al gobernador de Ciudad Rodrigo, Andrés Pérez de Herrasti, a fin de que éste hiciese una buena defensa de la plaza. Todo esto contribuiría a retrasar la toma de Ciudad Rodrigo y Almeida, las ciudades fortificadas que los franceses necesitaban imperiosamente tomar antes de internarse en Portugal. Eso proporcionaría un tiempo precioso a Wellington para poner a punto la línea defensiva de Torres Vedras.
En esta posición las fuerzas de Craufurd recibieron la inestimable colaboración de las gentes del país, especialmente de los guerrilleros de don Julián Sánchez, el Charro, que actuaban entre las diversos acantonamientos del ejército enemigo y proporcionaban a los ingleses información fidedigna de los movimientos franceses. También colaboraban con Craufurd las fuerzas españolas de la pequeña división de La Carrera situadas en el curso alto del río Águeda.
El 19 de marzo de 1810, las avanzadas de la División Ligera situadas en Barba de Puerco (en la actualidad se llama Puerto Seguro) en misión de vigilancia y defensa del puente existente entre dicho municipio y el de San Felices de los Gallegos tuvieron el primer encontronazo serio contra los franceses, en lo que se suele conocer con el nombre de «acción de Barba de Puerco». Dicho puente era uno de los cuatro que permitían cruzar el curso del río Águeda. El cauce de éste en esta zona es muy profundo y accidentado por lo que Craufurd estimaba que cuatro compañías del 95 de Rifles serían suficientes para su defensa. Al anochecer de dicho día, el general francés Ferey atacó el puente con una fuerza de unos 600 granaderos. Tras un cierto éxito inicial, debido a lo inesperado del ataque, los ingleses contraatacaron y lograron rechazarlo. La acción se saldó con casi sesenta bajas (muertos y heridos) de las cuales dos terceras partes, es decir unos cuarenta, correspondieron a los franceses.
El 25 de abril Ney al frente del Sexto Cuerpo de ejército francés se presentó por segunda vez ante Ciudad Rodrigo, dispuesto a formalizar el que sería el asedio definitivo de la ciudad. Durante el mes de mayo llegó a la zona también el Octavo Cuerpo al mando de Junot cuya misión sería vigilar al ejército anglo-portugués por si éste decidía atacar para ayudar a los asediados. La División Ligera de Craufurd era la vanguardia de los ingleses y había avanzado sus líneas estableciendo puestos avanzados en Gallegos de Argañán y Espeja, a menos de 20 km de Ciudad Rodrigo. El 25 de junio las baterías francesas abren fuego contra las murallas de Ciudad Rodrigo y Craufurd decide retirarse hacia posiciones un poco más alejadas y más seguras. El 10 de julio Ciudad Rodrigo capitula y los franceses entran en la ciudad. Las tropas españolas al mando de Martín de la Carrera y Julían Sánchez que se habían unido a Craufurd abandonan a los ingleses desilusionados porque estos no habían acudido en auxilio de Ciudad Rodrigo.
Ese mismo día, tiene lugar una acción entre franceses e ingleses con resultado más bien desfavorable para estos y que originó una serie de críticas hacia Craufurd y hacia la actuación de los regimientos de Caballería involucrados en la misma por parte de algunos sectores militares ingleses. Ante las cada vez más frecuentes incursiones de los franceses, Craufurd decidió tender una emboscada a una de esas avanzadillas en tareas de información y recogida de alimentos. El encuentro tuvo lugar en las inmediaciones de Villar de Puerco (en la actualidad Villar de Argañán). A pesar de la manifiesta superioridad de los ingleses y debido quizás a un ataque precipitado por parte de Craufurd que tuvo que efectuarse solo con la caballería ya que la infantería aún no había llegado al lugar, los 200 soldados de a pie franceses se defendieron muy bien causando una treintena de bajas a los ingleses y no sufriendo ellos ninguna, regresando además a sus posiciones. En contrapartida, los ingleses hicieron prisioneros a una treintena de jinetes franceses que apoyaban la acción. Entre los caídos por parte inglesa se encontraba el coronel Talbot del 14.º regimiento de Dragones.

### La batalla del río Coa
Tomada Ciudad Rodrigo, los franceses inician los preparativos para ir contra la otra ciudad fortificada (Almeida) que les estorba en su programada incursión en Portugal. Wellington le indica a Craufurd que sería deseable que pasase ya a la ribera izquierda del Coa y le aconseja que no busque un enfrentamiento directo con los franceses más allá de este río. Craufurd no empezó a retirarse hasta el último momento, fiado de que los franceses irían en primer lugar contra Almeida y que no buscarían un enfrentamiento directo con él tan rápidamente, lo que le permitiría una retirada ordenada en cualquier momento. Pero los franceses iniciaron un rápido e inesperado ataque contra él, de manera que no pudo retirarse sin luchar. Su situación no era buena, ya que tenía a un río no vadeable a sus espaldas.
La batalla comenzó al amanecer del día 24 de julio tras una noche tormentosa y de lluvia torrencial. El ataque pilló por sorpresa a las fuerzas inglesas. La infantería tuvo que sufrir los embates de los franceses mientras los carros de transporte, la artillería, la caballería y los dos batallones de portugueses fueron enviados a cruzar el estrecho puente sobre el río Coa. Con fuertes pérdidas, los ingleses ganaron la orilla izquierda y se situaron estratégicamente en posiciones cercanas al puente detrás de las rocas, desde donde con un nutrido fuego de fusilería hostigaron fuertemente a las fuerzas francesas que intentaban atravesar inútilmente el puente en reiterados intentos, hasta que el gran número de muertos y heridos obligó al mariscal Ney a suspender el ataque.
La batalla se saldó con unas quinientas bajas por bando, más un centenar de soldados ingleses que cayeron prisioneros. Wellington quedó en esta ocasión bastante disgustado con Craufurd y aunque no llegó a censurarle directamente y no le privó en ningún momento de su mando, si omitió el agradecimiento a Craufurd, mientras que elogió públicamente la conducta de oficiales y soldados de la División.

### La batalla de Bussaco
Tras la retirada de Craufurd al otro lado del Coa, los franceses iniciaron los preparativos para comenzar el asedio de Almeida. Wellington esperaba que la plaza resistiese más o menos unos dos meses hasta la llegada de las primeras lluvias de otoño, que dejarían los caminos intransitables, lo cual retrasaría aún más el avance de los franceses. Eso le daría más tiempo para concluir la línea defensiva de Torres Vedras. 

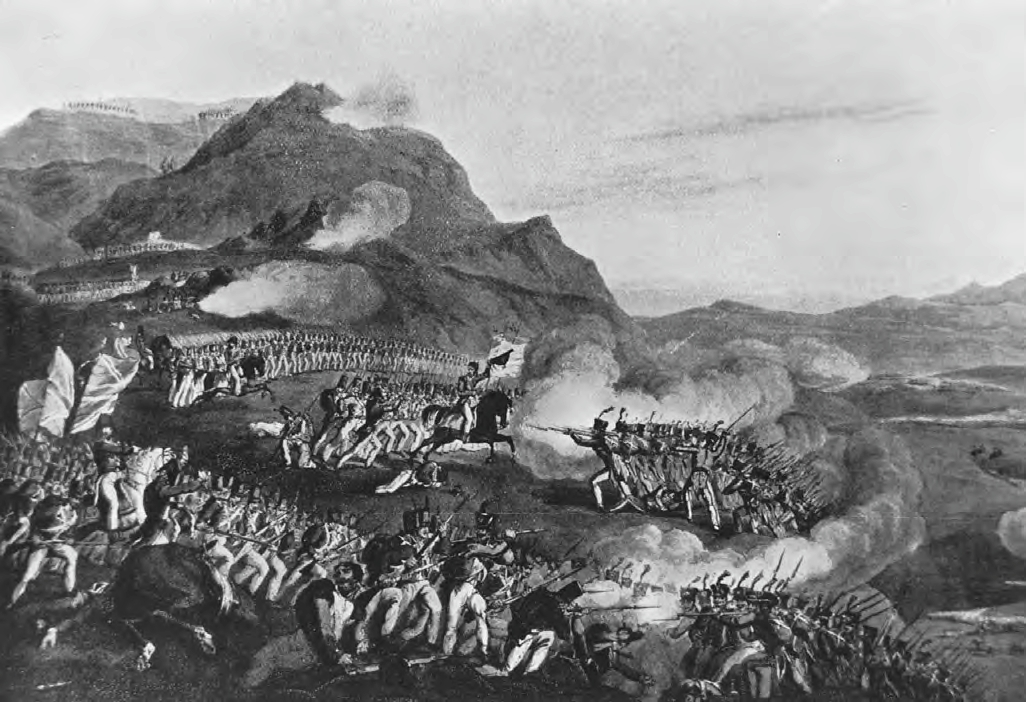
Batalla de Buçaco (Portugal)

Las baterías francesas iniciaron el cañoneo de Almeida el 26 de agosto. A las pocas horas un proyectil explotó en el almacén de municiones haciendo saltar por los aires a media ciudad, lo que obligó al coronel Cox que estaba al mando de la guarnición a capitular. Esto frustró en cierta medida las esperanzas de Wellington.
A primeros de septiembre el ejército anglo-luso comenzó la retirada en dirección a Coímbra. Wellington decidió, no obstante, hacer frente al avance de Massena, situando sus tropas en la sierra de Bussaco, a lo largo de una línea de más de 15 km entre las localidades de Penacova y Luso. La División Ligera de Craufurd cruzó el río Mondego el 20 de septiembre y se estableció en las inmediaciones del convento de Santa Cruz de Bussaco.
Al amanecer del 27 de septiembre, los franceses atacaron. El II Cuerpo de Ejército de Reynier fue el primero en iniciar el combate, enfrentándose a las divisiones de Spencer y Picton, que estaban situadas en el centro de la línea defensiva angloportuguesa. Unas horas más tarde lo hacían las divisiones de Loison y Marchand del VI Cuerpo de Ejército del mariscal Ney. Atacaron por la zona norte de la posición inglesa en la que se encontraba, entre otras, la División Ligera de Craufurd, formada por las brigadas Beckwith y Barclay. Los soldados franceses de la división Loison ascendieron por las laderas de la sierra siendo hostigados levemente por algunos exploradores de las avanzadillas de la División Ligera. El grueso de esta se encontraba apostado a lo largo de una ligera depresión situada delante de los muros del convento. Estaba, por tanto, fuera de la vista de los franceses. Cuando estos llegaron a la cima, los regimientos ingleses se pusieron en pie y descargaron un nutrido fuego de fusilería seguido por una violenta carga a la bayoneta. El enorme empuje de estos hizo retroceder a las fuerzas de Loison a sus posiciones iniciales con fuertes pérdidas.
Wellington elogió calurosamente al general Craufurd y a toda la División Ligera por esta brillante y valerosa acción.

Vista la dificultad de desalojar a las fuerzas aliadas, Massena ordenó entonces un movimiento envolvente por la derecha para evitar la posición defensiva inglesa y poder seguir avanzando hacia Lisboa. Wellington reanudó el 10 de octubre la retirada de su ejército hacia las líneas de Torres Vedras previamente fortificadas. La División Ligera siguió la ruta Coímbra, Pombal, Batalha, Alemquer y Aruda.

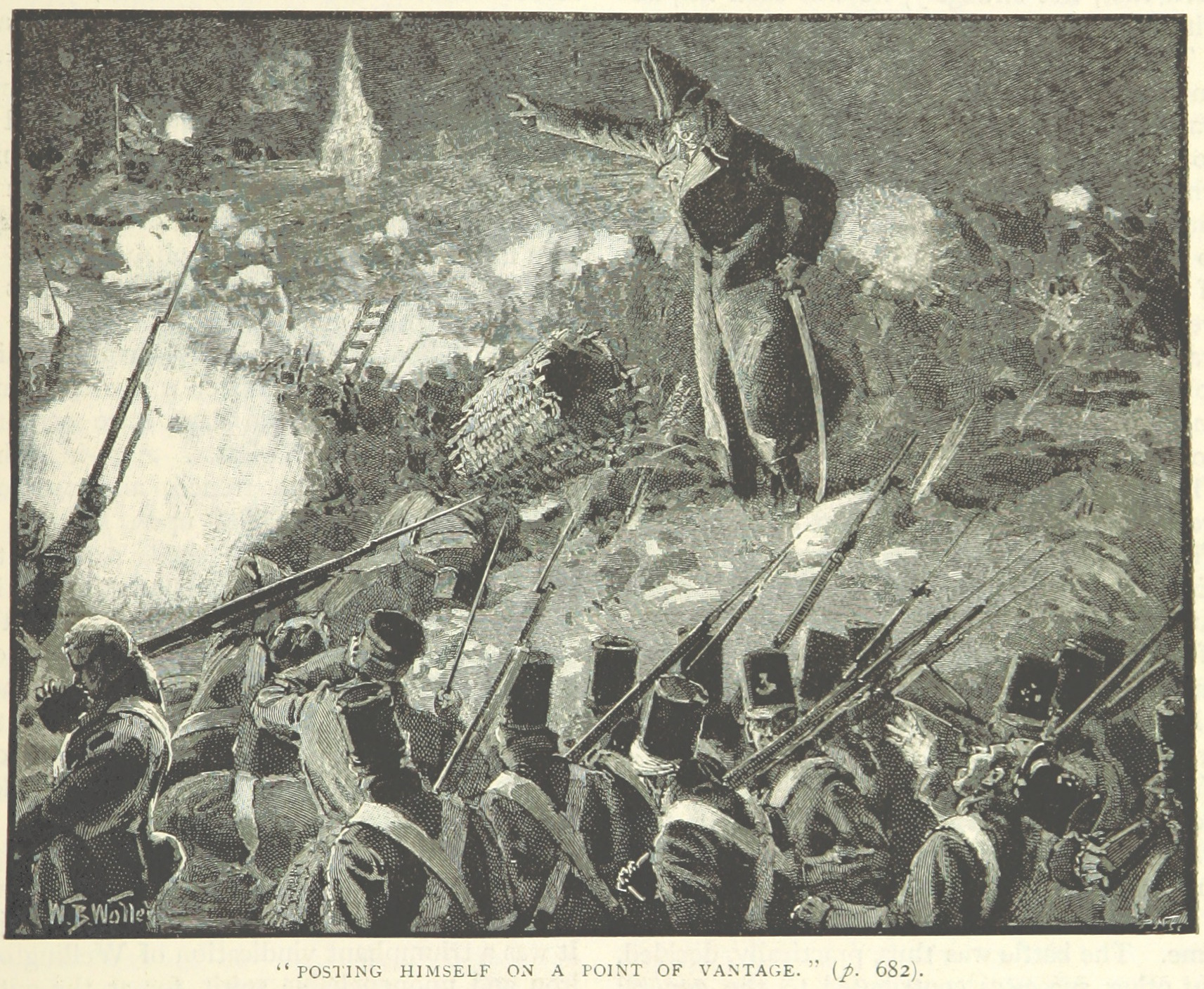
Craufurd en el sitio de Ciudad Rodrigo

En enero de 1812, murió durante el segundo sitio a Ciudad Rodrigo, en el oeste de España, cercano a la frontera con Portugal, tras cinco días de agonía en el convento de San Francisco. Fue enterrado en la brecha donde había sido herido de muerte, en la parte de la muralla de Ciudad Rodrigo cercana a la catedral, con honores tributados por el propio Wellington.